# 伊塔瓜拉
伊塔瓜拉是巴西米纳斯吉拉斯州的一个市镇。总面积410.719平方公里，总人口12292人，人口密度29.9人/平方公里。